# Добрі серця і корони
«Добрі серця і корони» (англ. Kind Hearts and Coronets) — британський фільм 1949 року режисера Роберта Гамера, «чорна комедія» за мотивами роману Роя Горнімена «Ізраїль Ранк: автобіографія злочинця» (1907 рік).

## Сюжет
В Едвардіанській Англії Луї Д'Аскойн Мацціні, 10-й герцог Шелфонта, в останню ніч у в'язниці перед стратою пише свої спогади. Його матір, молодшу доньку сьомого герцога, вигнали з сім'ї після одруження з батьком Луї, італійським співаком. Луї ніколи не знав свого батька, який помер від серцевого нападу в день його народження, і сім'ї не вистарчало засобів для гідного існування. Після смерті матері Луї вирішує помститися своїм родичам, які стоять між ним та заповітним титулом герцога. Одного за одним він ліквідує членів сімейного клану, і навіть одружується з Едітою, вдовою одного з них. Здається мета досягнута, але …

## Ролі виконують

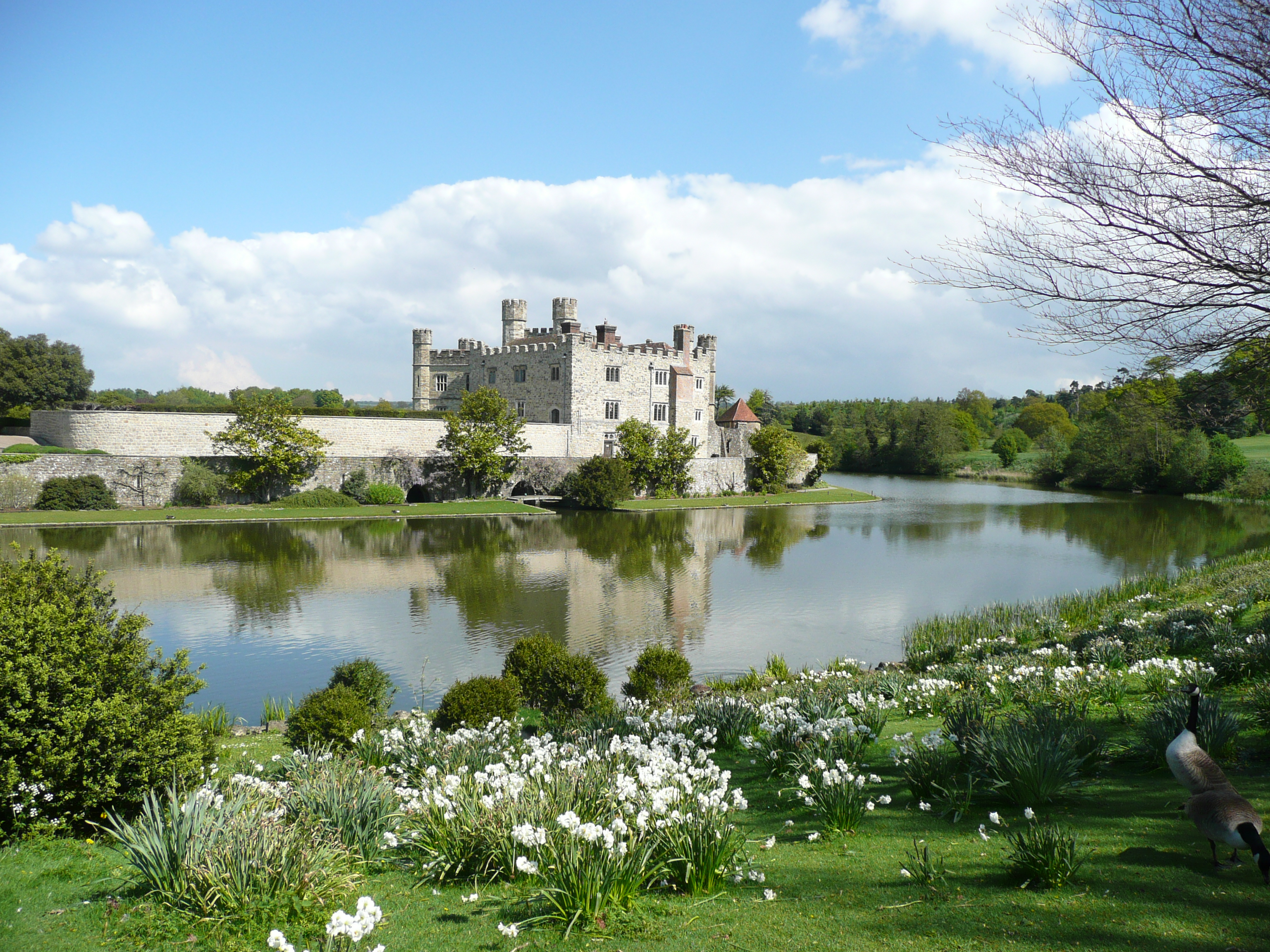
Замок Лідс

- Денис Прайс[en] — Луї Мацціні / його батько
- Алек Гінес — ролі 9-х членів сім'ї (герцог / банкір / пастор / генерал / адмірал / молодий Аскойн / молодий Генрі / леді Агата)
- Валері Гобсон[en] — Едіт
- Джоан Грінвуд[en] — Сібілла
- Одрі Філдс[en] — мама
- Майлз Маллесон[en] — кат
- Г'ю Гріффіт — верховний стюард Англії

## Навколо фільму
- Зйомки відбулися з вересня 1948 року в замку Лідс та інших місцях у Кенті та на студії Ealing.
- Алек Гіннесс у фільмі грає усіх дев'ять членів сім'ї Гіннесс — герцога, банкіра, пастора, генерала, адмірала, молодого Аскойна, молодого Генрі та леді Агату. Тому під час фільмування сцени, в якій у кадрі одночасно присутні шість членів родини Аскойнів, перед камерою була встановлена рамка з шістьма скляними вікнами зачиненими чорними пластинами, і вікна відкривалися по черзі, щоб можна було зняти кожного з персонажів окремо. Зйомка сцени зайняла два дні. Більшість часу було витрачено на очікування, коли Гіннесса переодягали, щоб він став наступним персонажем.

## Нагороди
- 1949 Нагорода Венеційського кінофестивалю:
  - артдиректор — Вільям Кельнер[de][1]
- 1950 Премія Національної ради кінокритиків США:
  - найкращому акторові[en] — Алек Гінес
  - за найкращий іноземний фільм[en], номер 3
- 2020 Премія Асоціації кіно-онлайн і телебачення[pt] (Prémio Online Film & Television Association)